# Navidad (Chile)
Navidad ist eine Gemeinde in der Provinz Cardenal Caro in der Región del Libertador General Bernardo O’Higgins in Chile. Bei der Volkszählung im Jahr 2017 hatte sie 6641 Einwohner. Die Gemeinde erstreckt sich über eine Fläche von 300,4 km².

## Geschichte
Im 18. Jahrhundert war sie Teil der Straße „camino costino o de la sal“, die von Valparaíso aus über Casablanca, Llolleo und Santo Domingo führte.
Der Ort Matanzas wurde von den Piraten überfallen, die die im Hafen vor Anker liegende spanische Flotte besiegten, indem sie sie vertrieben. Spuren davon sind noch in den versunkenen Schiffe vor der Stadt Lagunillas, nur wenige Meter vom Strand entfernt, erhalten. Nach der Schlacht von Maipú, die am 5. April 1818 stattfand, floh ein Teil der besiegten königlichen Armee unter dem Kommando von Mariano Osorio über Navidad nach Talcahuano.
Während des chilenischen Bürgerkriegs (1829–1830) landeten Truppen, die Ramón Freire treu ergeben waren und unter dem Kommando von José Rondizzoni aus der Provinz Coquimbo standen, in Matanzas und zogen entlang des Camino Real, der Matanzas mit San Fernando verband, nach Talca. Im April 1830 stießen sie in der Schlacht von Lircay mit den Truppen von Joaquín Prieto zusammen.
Am 14. August 1867 wurde das heutige Gebiet, das die Gemeinde umfasst, zum ersten Mal als Unterdelegation des Departements San Fernando definiert. Am 22. Dezember 1891 gründete Präsident Jorge Montt Álvarez die Gemeinde mit dem Namen Matanzas.
Am 1. Februar 1928 wurde die Gemeinde Matanzas aufgrund des Dekrets Nr. 8.583 vom 30. Dezember des Vorjahres aufgelöst und ihr Gebiet an die Gemeinde Rosario übergeben, die wiederum dem Departement Santa Cruz angegliedert wurde.
Am 28. September 1936 wurde die Gemeinde wiederhergestellt, diesmal unter dem Namen Navidad. Am 28. Dezember 1942 ging es an das Departement San Antonio über und am 1. Januar 1976 ging es mit der Regionalisierung an die neue Provinz Colchagua über. Im Oktober 1979 ging es an die neu geschaffene Provinz Cardenal Caro über.

## Bevölkerung
Laut der Volkszählung des Nationalen Statistikinstituts von 2002 hatte Navidad 5422 Einwohner (2878 Männer und 2544 Frauen). Von diesen lebten 712 (13,1 %) in städtischen Gebieten und 4710 (86,9 %) in ländlichen Gebieten. Zwischen den Volkszählungen von 1992 und 2002 sank die Bevölkerung nur um 1 Person. Im Jahr 2017 zählte man 6641 Personen.